# Melasina lanyphaea
Melasina lanyphaea är en fjärilsart som beskrevs av Edward Meyrick 1924. Melasina lanyphaea ingår i släktet Melasina och familjen säckspinnare. Inga underarter finns listade i Catalogue of Life.